# نوراباتس (أرارات)
مدينة نوراباتس (بالأرمينية:Նորաբաց) (بالإنجليزية: Norabats)‏ هي إحدى المدن التابعة لمقاطعة أرارات في أرمينيا. يقدر عدد سكانها بـ 2303 نسمة حسب الإحصاء الذي جرى عام 2011.